# منزل لاري
منزل لاري (بالفارسية: خانه لاری‌ها) هو منزل تاريخي يعود إلى عصر القاجاريون، ويقع في يزد.